# سلطان البركاني
سلطان سعيد عبد الله البركاني سياسي وبرلماني يمني، عضو في مجلس النواب، منذ 1993  ورئيس المجلس من 13 أبريل 2019 حتى اليوم.

## النشاءة
- من مواليد السابع والعشرين من يوليو 1956 مديرية المعافر (الحجرية سابقاً) محافظة تعز[3]
- انتخب رئيساً للمجلس المحلي للتطوير التعاوني بمديرية المواسط 1985م[3]
- انتخب عضوا في مجلس الشورى 1988م[3]

## الحياة الحزبية
- عضو في مجلس النواب في أول برلمان لدولة الوحدة اليمنية منذ مايو 1990م ، وأعيد انتخابه في (93-97-2003)[4] [5]
- رئيساً للكتلة البرلمانية لحزب المؤتمر الشعبي العام منذ 1997م [6] [7]
- عضو اللجنة العامة للمؤتمر الشعبي من عام 1997م
- رئيس جمعية الصداقة البرلمانية الألمانية[8]
- انتخب رئيساً لمجلس النواب في 13 ابريل 2019م [3]
- شارك في العديد من اللجان البرلمانية والوفود البرلمانية الخارجية [9]
- تراس وشارك بالعديد من الوفود البرلمانية المشاركة في اجتماعات: (الاتحاد البرلماني الدولي[10]، والبرلمان العربي[11]، والاتحاد البرلماني العربي[12]، والجمعية البرلمانية الأسيوية[13]، واتحاد برلمانات الدول الاعضاء في منظمه التعاون الاسلامي.[14] [15]

## الحياة السياسية
- انتخب أمين عام مساعد للمؤتمر الشعبي العام عام 1985م، أولاً لقطاع الاعلام والثقافة، ثم  للشؤون السياسية والعلاقات الخارجية.[16] [17]
- ترأس العديد من الوفود الحزبية]. [18][19] [18] [20]
- اعيد انتخابه عضوا بمجلس النواب ثلاث دورات انتخابية في 1993م و1997 و2003م وحتى اليوم.[6]
- شارك برفقة رئيس الجمهورية عبد ربه منصور هادي في أعمال القمتين العربية والإسلامية المقامة في مكة المكرمة في مايو 2019م.[21]
- رافق الرئيس علي عبد الله صالح والرئيس عبد ربه منصور هادي في العديد من الزيارات الخارجية. [22]
- شارك وترأس اجتماعات عديدة بشأن الازمة اليمنية التي شاركت فيها مختلف الهيئات والقيادات بالدولة.[23]
- انتخب رئيساً لمجلس النواب بتاريخ 13 ابريل 2019م.[24]
- عبر عن رفضه للانقلاب الحوثي من لحظاته الأولى وأكد على ذلك من خلال أحاديثه الرافضة داخل مجلس النواب وفي الاجتماعات التي كانت تجرى والحوارات الأخرى.[25]
- شارك في العديد من المؤتمرات واللقاءات البرلمانية الخاصة بالقضية الفلسطينية معبراً عن رفضه لكل الممارسات في المسجد الأقصى والشيخ جراح والممارسات في الضفة الغربية، وعبر عن موقفه وموقف اليمن الثابت والرافض للممارسات الإسرائيلية والابادة الجماعية والتطهير العرقي والقتل والتجويع في غزة ورفح، وعبر عن رفضه للمواقف الممالأة لإسرائيل والمواقف المتخاذلة.[26]